# Autriche aux Jeux olympiques d'été de 2012
L'Autriche participe aux Jeux olympiques d'été de 2012 à Londres au Royaume-Uni du 27 juillet au 12 août 2012. Il s'agit de sa 26e participation à des Jeux olympiques d'été.

## Badminton
| Athlète             | Compétition      | Phase de groupe  | Phase de groupe  | Phase de groupe  | Phase de groupe | 8e de finale     | Quarts de finale | Demi-finales     | Finale           | Finale |
| Athlète             | Compétition      | Adversaire Score | Adversaire Score | Adversaire Score | Rang            | Adversaire Score | Adversaire Score | Adversaire Score | Adversaire Score | Rang   |
| ------------------- | ---------------- | ---------------- | ---------------- | ---------------- | --------------- | ---------------- | ---------------- | ---------------- | ---------------- | ------ |
| Michael Lahnsteiner | Simple messieurs |                  |                  |                  |                 |                  |                  |                  |                  |        |
| Simone Prutsch      | Simple dames     |                  |                  |                  |                 |                  |                  |                  |                  |        |

## Cyclisme

### Cyclisme sur route
En cyclisme sur route, l'Autriche a qualifié deux hommes et aucune femme. L'équipe masculine est composée de Bernhard Eisel et Daniel Schorn.
| Athlète        | Compétition            | Temps           | Rang |
| -------------- | ---------------------- | --------------- | ---- |
| Bernhard Eisel | Course en ligne hommes | 5 h 46 min 37 s | 36e  |
| Daniel Schorn  | Course en ligne hommes | 5 h 46 min 37 s | 81e  |

### VTT
| Athlète            | Compétition              | Temps | Rang |
| ------------------ | ------------------------ | ----- | ---- |
| Alexander Gehbauer | Cross-country VTT hommes |       |      |
| Karl Markt         | Cross-country VTT hommes |       |      |
| Elisabeth Osl      | Cross-country VTT femmes |       |      |

## Équitation

### Concours complet
| Athlète       | Cheval | Compétition | Dressage  | Dressage | Cross-country | Cross-country | Saut d'obstacles | Saut d'obstacles | Saut d'obstacles | Saut d'obstacles | Total     | Total |
| Athlète       | Cheval | Compétition | Dressage  | Dressage | Cross-country | Cross-country | Qualification    | Qualification    | Finale           | Finale           | Total     | Total |
| Athlète       | Cheval | Compétition | Pénalités | Rang     | Pénalités     | Rang          | Pénalités        | Rang             | Pénalités        | Rang             | Pénalités | Rang  |
| ------------- | ------ | ----------- | --------- | -------- | ------------- | ------------- | ---------------- | ---------------- | ---------------- | ---------------- | --------- | ----- |
| Harald Ambros | Quick  | Individuel  |           |          |               |               |                  |                  |                  |                  |           |       |

### Dressage
| Athlète              | Cheval   | Compétition | 1er tour | 1er tour | 2e tour | 2e tour | 2e tour     | 2e tour | Finale | Finale | Finale      | Finale |
| Athlète              | Cheval   | Compétition | Score    | Rang     | Score   | Rang    | Score total | Rang    | Score  | Rang   | Score total | Rang   |
| -------------------- | -------- | ----------- | -------- | -------- | ------- | ------- | ----------- | ------- | ------ | ------ | ----------- | ------ |
| Victoria Max-Theurer | Augustin | Individuel  |          |          |         |         |             |         |        |        |             |        |
| Renate Voglsang      | Fabriano | Individuel  |          |          |         |         |             |         |        |        |             |        |

## Escrime
Hommes
| Athlète          | Compétition        | 1/32 de finale   | 1/16 de finale   | 1/8 de finale    | Quarts de finale | Demi-finales     | Finale           | Finale |
| Athlète          | Compétition        | Adversaire Score | Adversaire Score | Adversaire Score | Adversaire Score | Adversaire Score | Adversaire Score | Rang   |
| ---------------- | ------------------ | ---------------- | ---------------- | ---------------- | ---------------- | ---------------- | ---------------- | ------ |
| Roland Schlosser | Fleuret individuel |                  |                  |                  |                  |                  |                  |        |

## Gymnastique

### Artistique
Hommes
| Athlète           | Compétition | Appareils | Appareils | Appareils | Appareils | Appareils | Appareils | Qualification | Qualification | Appareils | Appareils | Appareils | Appareils | Appareils | Appareils | Finale | Finale |
| Athlète           | Compétition | S         | CA        | A         | SC        | BP        | BF        | Total         | Rang          | S         | CA        | A         | SC        | BP        | BF        | Total  | Rang   |
| ----------------- | ----------- | --------- | --------- | --------- | --------- | --------- | --------- | ------------- | ------------- | --------- | --------- | --------- | --------- | --------- | --------- | ------ | ------ |
| Fabian Leimlehner | Individuel  |           |           |           |           |           |           |               |               |           |           |           |           |           |           |        |        |

Femmes
| Athlète        | Compétition | Appareils | Appareils | Appareils | Appareils | Qualification | Qualification | Appareils | Appareils | Appareils | Appareils | Finale | Finale |
| Athlète        | Compétition | S         | SC        | BA        | P         | Total         | Rang          | S         | SC        | BA        | P         | Total  | Rang   |
| -------------- | ----------- | --------- | --------- | --------- | --------- | ------------- | ------------- | --------- | --------- | --------- | --------- | ------ | ------ |
| Barbara Gasser | Individuel  |           |           |           |           |               |               |           |           |           |           |        |        |

### Rythmique
| Athlète        | Compétition | Qualification | Qualification | Qualification | Qualification | Qualification | Qualification | Finale  | Finale | Finale | Finale | Finale | Finale |
| Athlète        | Compétition | Cerceau       | Ballon        | Massue        | Ruban         | Total         | Rang          | Cerceau | Ballon | Massue | Ruban  | Total  | Rang   |
| -------------- | ----------- | ------------- | ------------- | ------------- | ------------- | ------------- | ------------- | ------- | ------ | ------ | ------ | ------ | ------ |
| Caroline Weber | Individuel  |               |               |               |               |               |               |         |        |        |        |        |        |

## Judo
| Athlète           | Compétition           | 1/32 de finale               | 1/16 de finale                     | 1/8 de finale                           | Quarts de finale                  | Demi-finales        | Repêchage 1                             | Repêchage 2         | Finale              | Finale |
| Athlète           | Compétition           | Adversaire Résultat          | Adversaire Résultat                | Adversaire Résultat                     | Adversaire Résultat               | Adversaire Résultat | Adversaire Résultat                     | Adversaire Résultat | Adversaire Résultat | Rang   |
| ----------------- | --------------------- | ---------------------------- | ---------------------------------- | --------------------------------------- | --------------------------------- | ------------------- | --------------------------------------- | ------------------- | ------------------- | ------ |
| Ludwig Paischer   | Moins de 60 kg hommes | Bat J Gnahoui (BEN)0100/0000 | Battu par R Sobirov (UZB)0000/0210 | NC                                      | NC                                | NC                  | NC                                      | NC                  | NC                  | NC     |
| Sabrina Filzmoser | Moins de 57 kg femmes | NC                           | Bat J Melançon (CAN)1000/0100      | Bat H Diedhiou (SEN)1001/0001           | Battue par A Pavia (FRA)0002/0031 | NC                  | Battue par G Quintavalle (ITA)0001/1000 | NC                  | NC                  | NC     |
| Hilde Drexler     | Moins de 63 kg femmes | NC                           | Bat R Zouak (MAR)0011/0000         | Battue par A Schlesinger (ISR)0001/0002 | NC                                | NC                  | NC                                      | NC                  | NC                  | NC     |

## Tennis de table
Hommes
| Athlète                                    | Compétition | Tour préliminaire | 1er tour         | 2e tour          | 3e tour          | 4e tour          | Quarts de finale | Demi-finales     | Finale           | Finale |
| Athlète                                    | Compétition | Adversaire Score  | Adversaire Score | Adversaire Score | Adversaire Score | Adversaire Score | Adversaire Score | Adversaire Score | Adversaire Score | Rang   |
| ------------------------------------------ | ----------- | ----------------- | ---------------- | ---------------- | ---------------- | ---------------- | ---------------- | ---------------- | ---------------- | ------ |
| Weixing Chen                               | Simple      |                   |                  |                  |                  |                  |                  |                  |                  |        |
| Werner Schlager                            | Simple      |                   |                  |                  |                  |                  |                  |                  |                  |        |
| Weixing Chen Robert Gardos Werner Schlager | Par équipes | NC                |                  | NC               | NC               | NC               |                  |                  |                  |        |

Femmes
| Athlète                          | Compétition | Tour préliminaire | 1er tour         | 2e tour          | 3e tour          | 4e tour          | Quarts de finale | Demi-finales     | Finale           | Finale |
| Athlète                          | Compétition | Adversaire Score  | Adversaire Score | Adversaire Score | Adversaire Score | Adversaire Score | Adversaire Score | Adversaire Score | Adversaire Score | Rang   |
| -------------------------------- | ----------- | ----------------- | ---------------- | ---------------- | ---------------- | ---------------- | ---------------- | ---------------- | ---------------- | ------ |
| Jia Liu                          | Simple      |                   |                  |                  |                  |                  |                  |                  |                  |        |
| Li Qianbing                      | Simple      |                   |                  |                  |                  |                  |                  |                  |                  |        |
| Jia Liu Li Qianbing Amelie Solja | Par équipes | NC                |                  | NC               | NC               | NC               |                  |                  |                  |        |

## Tir
Hommes
| Athlète             | Compétition                 | Qualification | Qualification | Finale | Finale |
| Athlète             | Compétition                 | Points        | Rang          | Points | Rang   |
| ------------------- | --------------------------- | ------------- | ------------- | ------ | ------ |
| Thomas Farnik       | Carabine à 50 m 3 positions | 1167          | 12e           | NC     | NC     |
| Christian Planer    | Carabine à 50 m tir couché  | 592           | 23e           | NC     | NC     |
| Andreas Scherhaufer | Trap                        | 119           | 17e           | NC     | NC     |

Femmes
| Athlète             | Compétition                  | Qualification | Qualification | Finale | Finale |
| Athlète             | Compétition                  | Points        | Rang          | Points | Rang   |
| ------------------- | ---------------------------- | ------------- | ------------- | ------ | ------ |
| Stephanie Obermoser | Carabine à 10 m air comprimé | 395           | 19e           | NC     | NC     |

## Volley-ball

### Beach-volley
| Athlète                            | Compétition      | Tour préliminaire                                                                | Classement | Rattrapage        | Huitièmes de finale | Quarts de finale  | Demi-finales      | Finale            | Finale |
| Athlète                            | Compétition      | Adversaires Score                                                                | Classement | Adversaires Score | Adversaires Score   | Adversaires Score | Adversaires Score | Adversaires Score | Rang   |
| ---------------------------------- | ---------------- | -------------------------------------------------------------------------------- | ---------- | ----------------- | ------------------- | ----------------- | ----------------- | ----------------- | ------ |
| Clemens Doppler Alexander Horst    | Tournoi masculin | Poule A Cerutti – Rego (BRA) Lupo – Nicolai (ITA) Bellaguarda – Heuscher (SUI)   |            |                   |                     |                   |                   |                   |        |
| Doris Schwaiger Stefanie Schwaiger | Tournoi féminin  | Poule C Kolocová – Sluková (CZE) Cook – Hinchley (AUS) May-Treanor – Walsh (USA) |            |                   |                     |                   |                   |                   |        |